# Vernet-les-Bains
Vernet-les-Bains (in catalano Vernet) è un comune francese di 1 491 abitanti situato nel dipartimento dei Pirenei Orientali nella regione dell'Occitania.

## Società

### Evoluzione demografica
Abitanti censiti